# Portique (construction)
Pour les articles homonymes, voir Portique.

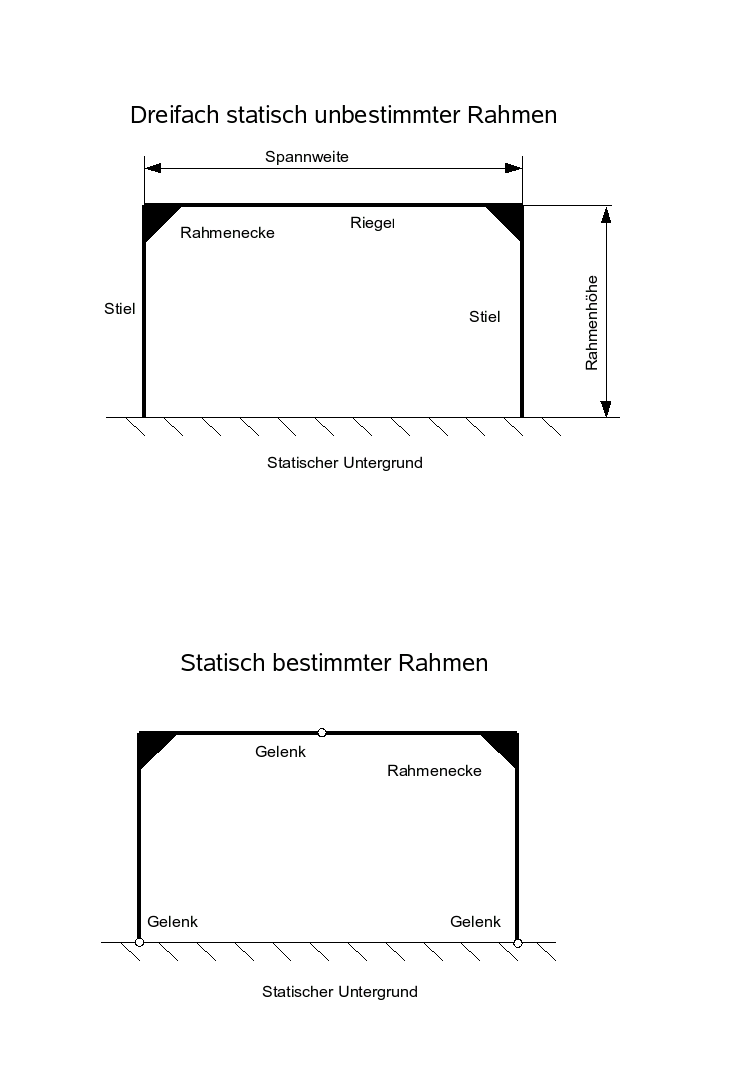
Portique statique indéterminé en haut, portique à trois articulations statiquement déterminé en bas (les triangles symbolisent des encastrements).

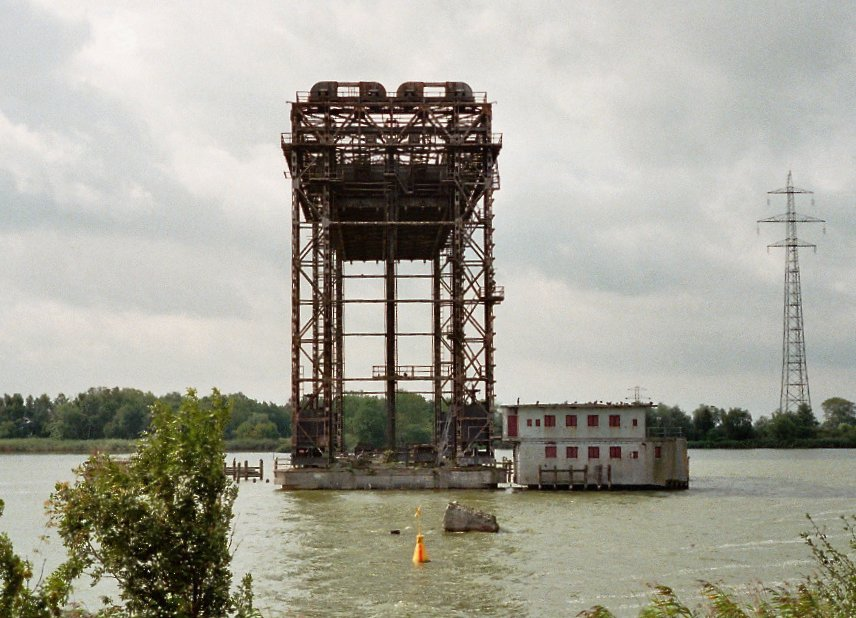
Portique d'un pont levant.

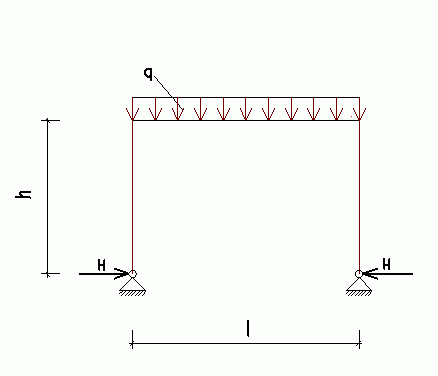
Portique à 2 articulations, statiquement indéterminé.

En ingénierie des structures, un portique est un ouvrage de construction idéalisé (de) composé de barres (en fait des « poutres ») soumises à la flexion (barres en tractions). Au moins une des barres doit être encastrée ou reliée à la barre voisine via un nœud rigide (de) afin d'obtenir une construction globale résiliente.
Dans le cas standard, un portique a une élévation quadrilatère et est constitué de deux barres de portique verticales ( poteaux ) et d'une barre horizontale. Les barres peuvent être encastrées en pied (photo du haut) ou montées de manière articulée (simplement un portique à deux articulations statiquement indéterminé ). Selon la conception, les coins du portique peuvent être supposés rigides, flexibles ou articulés. Plusieurs portiques peuvent être assemblés pour former une structure plus complexe, similaire à un système réticulé . Avec une structure de plancher (portique au sol), plusieurs portiques uniformes sont superposés.
Contrairement à un portique, une poutre en treillis ne nécessite pas de barres ni de nœuds rigides, mais nécessite généralement des barres supplémentaires pour former des triangles de raidissement.
Dans un cas particulier, les barres verticales et horizontales d'un portique peuvent également être conçues comme des treillis. Lorsque le treillis contourne les coins du portique, elle forme des nœuds d’angle rigides.
Contrairement aux articulations, les nœuds rigides peuvent transmettre non seulement des efforts normaux et tranchants (voir aussi querkraft), mais également des moments fléchissants (voir aussi biegemoment) et, si nécessaire, des moments de torsion.
Si un portique contient, en plus des barres, des disques (de), il peut dans certaines circonstances être considéré comme une structure surfacique.
La méthode classique pour déterminer les réactions de section (de) d'un portique est le principe de la performance virtuelle (de) (par exemple le principe des puissances virtuelles), il existe aussi les méthodes itératives de Kani (de) et Cross (de). Plus récemment, des portiques ont également été calculés à l'aide de la méthode des éléments finis. Une poutre Vierendeel (de) est également décrite par le modèle statique du portique.
Au sens le plus large, les arcs peuvent également être considérés comme des portiques. Un exemple est la triple arche statiquement indéterminée du Viaduc de Müngsten.